# Società Polisportiva La Fiorita
Società Polisportiva La Fiorita é uma equipe de futebol samarinesa em Montegiardino. Disputa a primeira divisão nacional. Participou de quatro edições da Liga Europa da UEFA e em todas, foi eliminado na primeira fase eliminatória. Manda seus jogos no estádio Igor Crescentini, cuja capacidade é de 4 mil lugares. Seu presidente, Alan Gasperoni, foi eleito em 2010, aos 25 anos de idade, tornando-se um dos mais jovens presidentes de uma equipe de futebol.
Em junho de 2015, ganhou as manchetes ao tirar da aposentadoria o volante italiano Damiano Tommasi, que defendeu a Roma por uma década. Mesmo com a presença do experiente jogador, o La Fiorita acabou sucumbindo ao FC Vaduz na fase inicial - derrota, no acumulado, por 10 a 1.
O zagueiro nigeriano Joseph Enakarhire, ex-Sporting, também integrou o elenco da agremiação, na temporada 2012-13. Andy Selva, maior artilheiro da história da seleção de San Marino (8 gols), é, juntamente com Tommasi, um dos principais atletas do plantel.

## Títulos
- 6 Campeonatos Sammarinenses (1986–87, 1989–90, 2013–14, 2016–17, 2017–18, 2021–22)
- 7 Copas Titano (1986, 2012, 2013, 2016, 2018, 2021, 2024)
- 3 Torneios Federali (1986, 1987, 2007)
- 6 Supercopa de San Marino (1986, 2012, 2013, 2016, 2021, 2024)